# Fredrikke Nielsen
Fredrikke Louise Nielsen, de niña conocida como Fredrikke Louise (Haugesund, 5 de julio de 1837- Bergen, 7 de julio de 1912), fue una actriz popular y una pionera en reclamar los derechos de las mujeres. Interpretó más de 300 papeles en su carrera que duró veintiséis años, y fue dirigida personalmente por Henrik Ibsen y Bjørnstjerne Bjørnson. Ibsen la eligió para interpretar a Signe, uno de los personajes principales de The Feast at Solhaug (1856), que fue su primer éxito. En 1880, Nielsen dejó el escenario y se unió al Movimiento Metodista en Bergen. Se convirtió en predicadora, primero en Escandinavia y luego en los Estados Unidos. Sintió un fuerte compromiso social y usó el púlpito para predicar otros temas además de la religión, como los derechos de las mujeres y de los niños.
Fredrikke Nielsen estuvo casada con el actor Harald Nielsen. También fue la bisabuela del artista Gunnar Haugland.

## El teatro noruego, 1853-1861

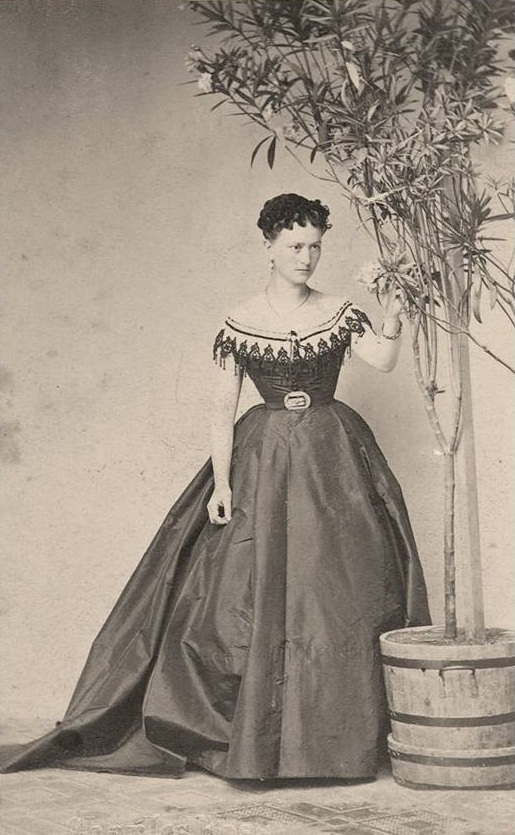
Fredrikke Nielsen cuando era adolescente.Propiedad de Nora Schwabe-Hansen.

Fredrikke Nielsen debutó en el Teatro Noruego (Det norske Theatre) de Bergen el 14 de diciembre de 1853 en la obra How she can lie. Tenía solo dieciséis años, pero poco después consiguió un empleo permanente en el teatro. Rápidamente se ganó el corazón de la audiencia de Bergen y la profesora de historia del arte, Lorentz Dietrichson, la llamó "poesía personificada en el escenario". (Noreng 1998: 8). Nielsen permaneció en el teatro de Bergen desde 1853 hasta 1861. Era una actriz trágica muy respetada, y desempeñó varios papeles importantes, tales como Rosalinda en Como gustéis de Shakespeare y Hjordis en Los Vikingos en Helgeland de Ibsen.
Desde 1853-57 Fredrikke Nielsen fue dirigida regularmente por Henrik Ibsen. Desarrolló una relación confidencial con él, y varios ejemplos de esto se pueden encontrar en sus memorias. Sentía un gran respeto por él, tanto en su faceta de dramaturgo como de director. Lo que él le enseñó en sus primeros tiempos de actriz, lo usó más tarde durante el resto de su carrera. Durante el estreno de The Feast en Solhaug, Fredrikke Nielsen escribe que Ibsen se le acercó mientras caminaba nerviosa entre bastidores esperando para entrar al escenario. Puso las manos sobre su cabeza y le dijo: "Deje que todos los ángeles del Señor estén con usted" (Nielsen, 1998: 90), antes de encaminarla hacia el escenario.

## La musa de Henrik Ibsen

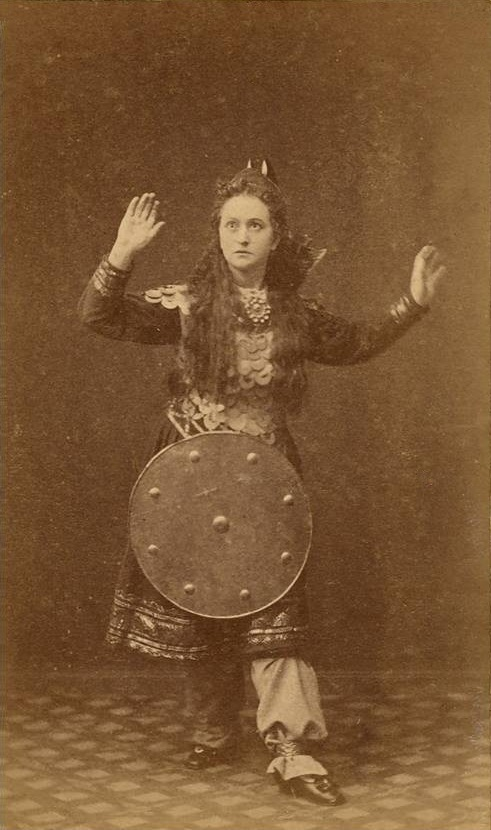
Fredrikke Nielsen en el papel de Hjordis en The Vikings at Helgeland en The Norwegian Theatre en Bergen, 1859. Archivo del teatro, Universidad de Bergen.

Tanto el profesor Arild Haaland como el psicólogo Arne Duve dan casi por sentado que debió haber una conexión romántica entre Fredrikke y el joven Henrik Ibsen (Duve 1977, Haaland 1978: 173). El profesor Harald Noreng, quien publicó sus memorias, también apunta a una posible relación entre los dos. Harald Noreng refiriéndose específicamente a los dramas contemporáneos posteriores, agregó un capítulo en el que sugiere firmemente que Fredrikke pudo haber servido de inspiración al dramaturgo. Noreng dibuja varios paralelismos entre su vida dramática y las obras de Ibsen. Ejemplos de conexiones biográficas cercanas con los personajes dramáticos femeninos de Ibsen se pueden encontrar en obras como: Olaf Liljekran, The Vikings at Helgeland, Love's Comedy, Ghosts, Wild Duck, The Lady from the Sea y When We Dead Awaken. (Noreng 1998: 110-158). Ibsen dejó Bergen en 1857 y después de eso no se sabe si los dos se volvieron a encontrar. Lo que sí sabemos es que Fredrikke Nielsen fue a Kristiania en 1906, cuando tenía 69 años, para participar en el funeral de Henrik Ibsen. Permaneció en la cola con otras diez mil personas que querían mostrar su respeto en la despedida. Allí pronunció un breve discurso en el que le agradeció a Ibsen los papeles que le dio y dejó un pequeño ramo de flores silvestres.

## Matrimonio y familia
El 27 de noviembre de 1856 Fredrikke Nielsen se casó con el actor Harald Andreas Nielsen. La pareja tuvo diez hijos, pero solo seis de ellos llegaron a la edad adulta.

## Trondheim, 1861-1876
En 1861, Fredrikke Nielsen y su esposo se mudaron de casa para trabajar en el Teatro Noruego de Trondhei.
Cuando el teatro fue a la quiebra, Harald Nielsen puso en marcha su propio teatro, donde Fredrikke Nielsen interpretó grandes papeles. También viajó sola y actuó como invitada en los mejores escenarios de Escandinavia. Realizó también lecturas dramáticas. Vivieron en Trondheime hasta 1876, cuando fue contratada por el nuevo Escenario Nacional (Den Nationale Scene) en Bergen, y la familia se mudó a su ciudad natal.

## El Escenario Nacional 1976-1880
El 27 de octubre de 1976, Fredrikke Nielsen interpretó a Hjordis en Los Vikingos en Helgeland de Ibsen, en el espectáculo de apertura del Escenario Nacional de Bergen. La actriz Octavia Sperati recordó que «El imaginativo y demoníaco Hjordis de la Sra. Fredrikke Nielsen fue muy eficaz...» (Sperati 1911: 89). El profesor Harald Noreng también mencionó que Fredrikke Nielsen en esta obra pudo exponer los "aspectos oscuros y agresivos de su temperamento artístico ..." (Noreng 1998: 114). En los siguientes cuatro años, Nielsen fue la primera donna del teatro.

## Predicadora metodista y pionera entre las mujeres

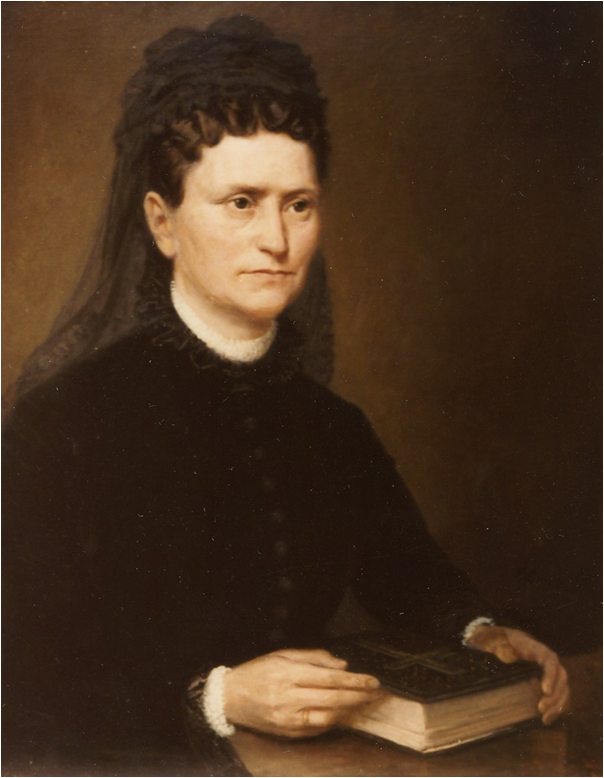
La predicadora. Pintura al óleo de Knud Bergslien. Archivos del Teatro, Universidad de Bergen. Desde alrededor de 1878, Fredrikke Nielsen comenzó a relacionarse con los metodistas en Bergen, cuando su hijo mayor instó a su madre a "abandonar el escenario y seguir al Señor".

Casi al mismo tiempo, el teatro finalmente decidió presentar la largamente denunciada obra de amor de Ibsen, Love's Comedy. Fredrikke Nielsen probablemente había reconocido aspectos de sí misma en la protagonista de la obra, Svanhild, cuando la polémica obra se iba a representar, pero ningún teatro se atrevió a presentarla. Dieciséis años más tarde era demasiado vieja para el papel de sus sueños, y se vio obligada a interpretar a la madre de Svanhild. Esta derrota artística probablemente contribuyó a que entrara en una profunda crisis existencial. Al año siguiente dejó su puesto en El Escenario Nacional, y el 17 de junio de 1880, realizó su última actuación, como Miss Bernick en The Pillars of Society de Ibsen. Después de eso nunca volvió a poner un pie en un teatro. Experimentó un renacimiento religioso, y se convirtió en predicadora metodista.
En los siguientes treinta años, Fredrikke Nielsen viajó predicando. Primero solo en los países escandinavos, pero después de la muerte de su esposo en 1881 viajó a los Estados Unidos donde se habían establecido tres de sus hijas. Aquí predicó para los metodistas escandinavos y viajó por la mayor parte del continente.
Su compromiso social la llevó a usar también el púlpito para otros asuntos además de la religión. Luchó por los derechos de las mujeres, por mejorar la situación de las madres solteras en la sociedad, por los derechos de herencia de los hijos de madres solteras y por la educación y la crianza de los niños. Fue una oradora popular y también escribió artículos de prensa sobre estos temas. En un momento en que ser una mujer en sí misma podría ser un desafío, Fredrikke Nielsen continuó viajando hasta el final de su vida.

## Memorias perdidas
Fredrikke Nielsen escribió sus memorias y dejó un grueso manuscrito cuando murió. Fue aceptado en Gyldendal en Copenhague, y el libro estaba a punto de ser impreso cuando la familia lo retiró en el último momento. El manuscrito completo fue destruido por temor al escándalo. En 1980 apareció una pila de papeles antiguos en el ático del nieto de Fredrikke Nielsen en California. Resultaron ser una traducción sueca del primer tercio del manuscrito, destinada a los metodistas escandinavos en los Estados Unidos. Afortunadamente, esta era la parte de las memorias que contenían su infancia, su debut en el teatro y los años que trabajó con Henrik Ibsen. El profesor Harald Noreng adquirió el manuscrito y en 1998 fue publicado por la editorial Novus en Oslo.

## Galería

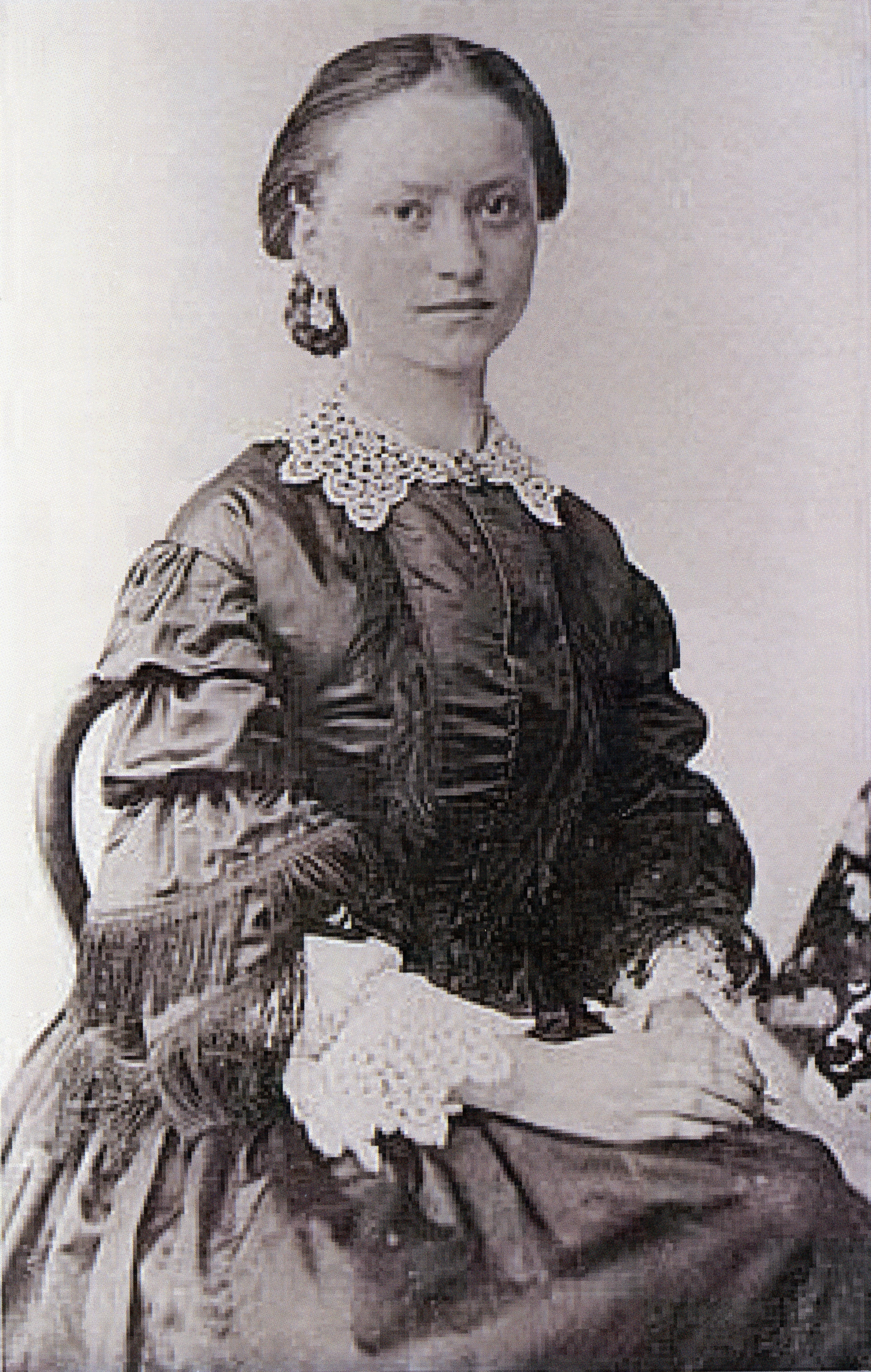
La primera foto de Fredrikke Nielsen. Propietario privado.
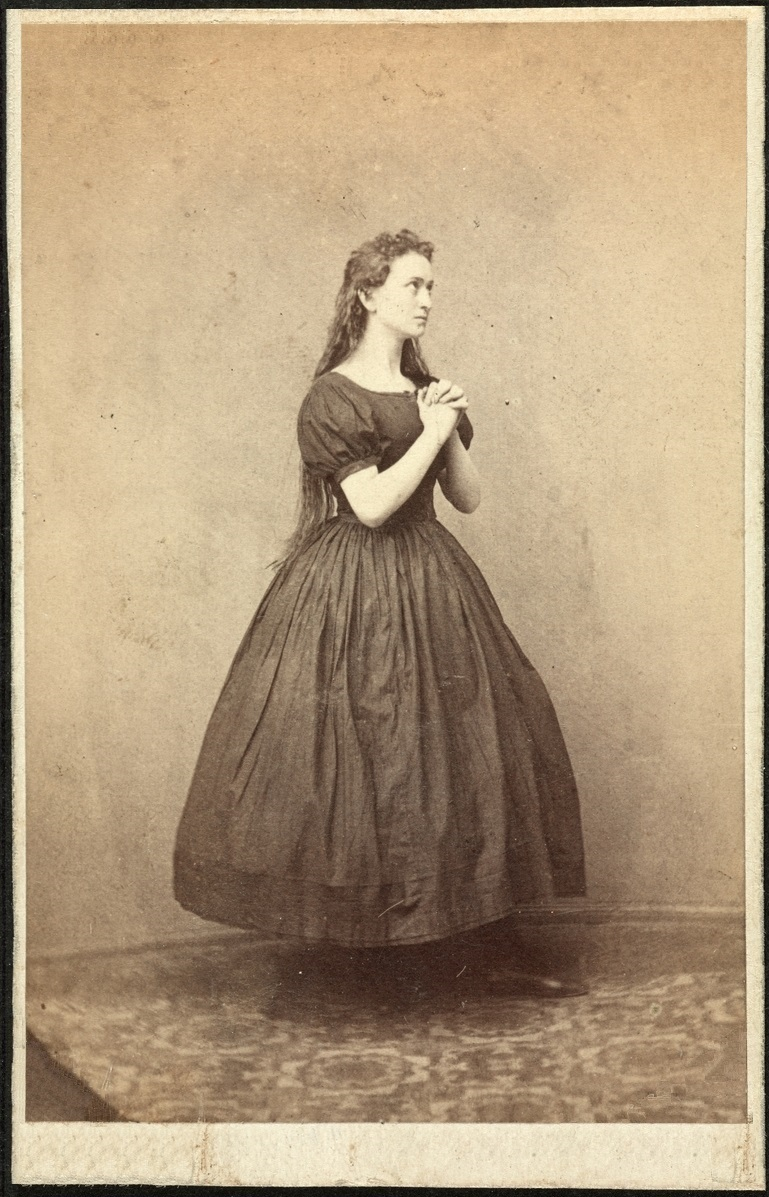
Fredrikke Nielsen en su papel favorito como Jane Eyre, hacia 1860. Foto de Andreas Mathias Anderssen.
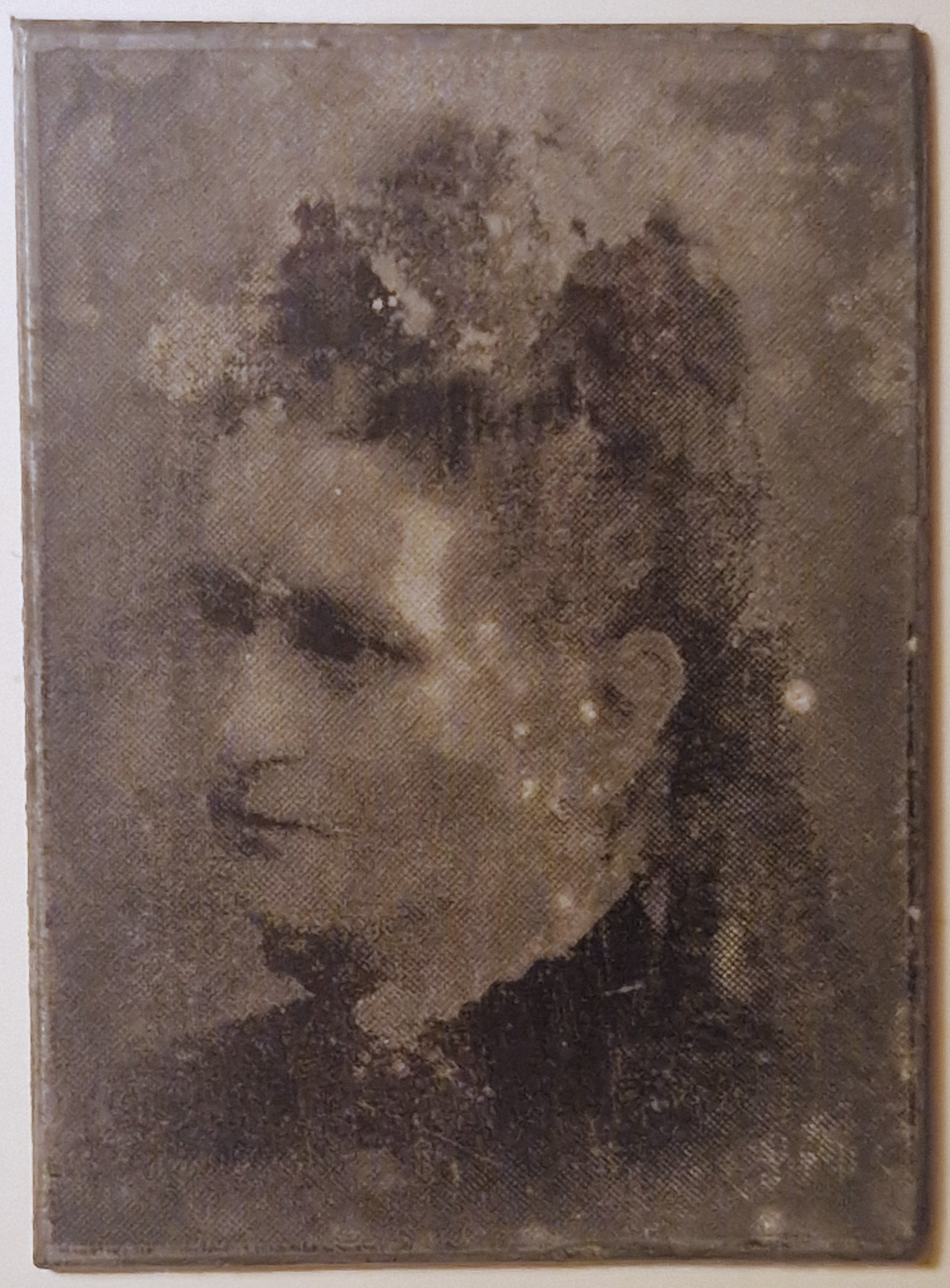
Daguerreotypi de Fredrikke Nielsen. Propietario privado.
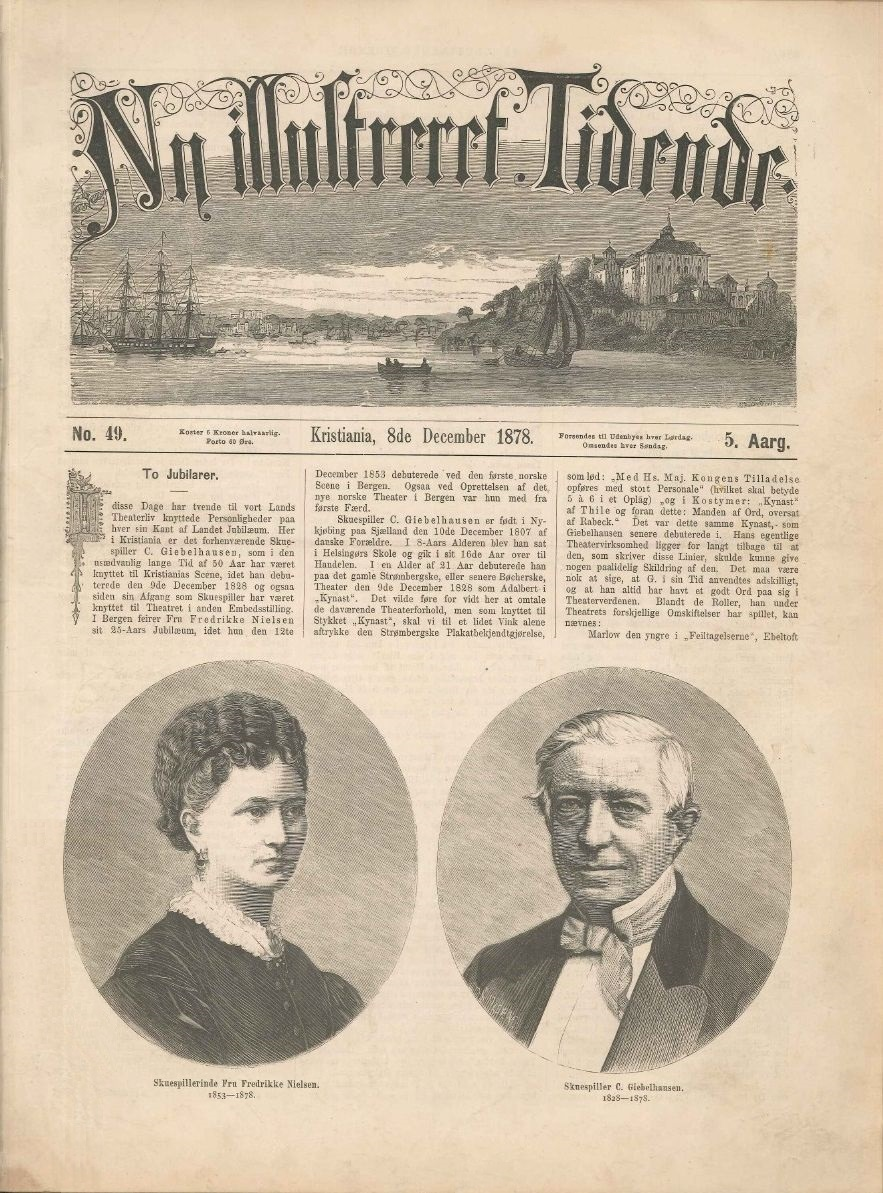
Ny illustreret Tidende No. 49. 8. Diciembre de 1878. Xilografía de Hans Christian Olsen. Norsk Folkemuseum, Museo Ibsen, Oslo.